# یواس‌اس کنتاکی (اس‌اس‌بی‌ان-۷۳۷)
یواس‌اس کنتاکی (اس‌اس‌بی‌ان-۷۳۷) (به انگلیسی: USS Kentucky (SSBN-737)) یک زیردریایی است که طول آن ۵۶۰ فوت (۱۷۰ متر) می‌باشد. این زیردریایی در سال ۱۹۹۰ ساخته شد.